# SeaSters Odessa
SeaSters Odessa (ukr. ЖФК «Сістерс» Одеса) – ukraiński klub sportowy piłki nożnej kobiet, mający siedzibę w mieście Odessa, na południu kraju, występujący od sezonu 2024/25 w rozgrywkach Wyższej ligi. 

## Historia
Chronologia nazw:
- 2023: SeaSters Odessa (ukr. ЖФК «Сістерс» Одеса)

Kobieca drużyna piłkarska SeaSters została założona w Odessie latem 2023 roku. W debiutowym sezonie 2023/24 roku drużyna startowała w Pierwszej Lidze Ukrainy (D2), zajmując najpierw drugie miejsce w grupie drugiej, a potem w playoff przegrywając 0:2 w finale z SeaSters Odessa i zdobywając historyczny awans do Wyższej ligi.

## Barwy klubowe, strój, herb, hymn
|  |  |

Klub ma barwy biało-niebieskie. Piłkarki domowe spotkania zazwyczaj grają w białych koszulkach, białych spodenkach oraz białych getrach.

## Sukcesy

### Trofea międzynarodowe
Do chwili obecnej klub jeszcze nigdy nie zakwalifikował się do rozgrywek europejskich.

### Trofea krajowe
| \| \| Zdobyte trofea w rozgrywkach Ukrainy (stan na: 31-05-2024) \| |                                                            |      |          |
| Rozgrywki                                                           | Osiągnięcie                                                | Razy | Sezon(y) |
| Mistrzostwo                                                         | I miejsce                                                  | 0    |          |
| Mistrzostwo                                                         | II miejsce                                                 | 0    |          |
| Mistrzostwo                                                         | III miejsce                                                | 0    |          |
| Puchar                                                              | zdobywca                                                   | 0    |          |
| Puchar                                                              | finalista                                                  | 0    |          |
| Puchar                                                              | 1/8 finału                                                 | 1    | 2023/24  |
| II liga                                                             | I miejsce                                                  | 1    | 2023/24  |
| II liga                                                             | II miejsce                                                 | 0    |          |
| II liga                                                             | III miejsce                                                | 0    |          |
| Ukraina                                                             | Zdobyte trofea w rozgrywkach Ukrainy (stan na: 31-05-2024) |      |          |

## Poszczególne sezony

### Rozgrywki międzynarodowe

#### Europejskie puchary
Do 2024 roku klub nie uczestniczył w rozgrywkach europejskich.

### Rozgrywki krajowe
| \| Ukraina \| Bilans występów klubu w rozgrywkach piłkarskich Ukrainy (Stan na 31 maja 2024 r.) \| \| |                                                                                   |        |       |   |   |   |    |    |     |            |        |        |       |
| Poziom                                                                                                | Rozgrywki                                                                         | Sezony | Mecze | Z | R | P | B+ | B– | Pkt | Lata       | Awanse | Spadki | Naj.  |
| I | Wyszcza liha                                                                      | 0      |       |   |   |   |    |    |     | od 2024/25 | 0      | 0      |       |
| II | Persza liha                                                                       | 1      |       |   |   |   |    |    |     | 2023/24    | 1      | 0      | 1     |
| III                                                                                                   | Druha liha                                                                        | 0      |       |   |   |   |    |    |     |            | 0      | 0      |       |
| | Puchar Ukrainy                                                                    | 1      |       |   |   |   |    |    |     | od 2023/24 | 0      | 0      | 1/8 f |
| Ukraina                                                                                               | Bilans występów klubu w rozgrywkach piłkarskich Ukrainy (Stan na 31 maja 2024 r.) |        |       |   |   |   |    |    |     |            |        |        |       |

## Piłkarki, trenerzy, prezydenci i właściciele klubu

### Trenerzy
...
- od 2023:  Jewhen Dodurycz

## Struktura klubu

### Stadion
Drużyna rozgrywa swoje mecze domowe w Odessie na stadionie Czornomoreć, który może pomieścić 34.164 widzów.

## Kibice i rywalizacja z innymi klubami

### Derby
- Dnipro-1
- Dynamo Kijów